# えちごトキめきリゾート雪月花
えちごトキめきリゾート雪月花（えちごトキめきリゾートせつげっか）は、えちごトキめき鉄道が2016年（平成28年）から運行している観光列車、および保有する気動車の愛称である。
本項目では車両と列車の双方について述べる。

## 概要
ET122形1000番台、およびその車両を用いて同年4月23日から運行されている列車の愛称で、いわゆる観光列車にあたる車両・列車であり、えちごトキめき鉄道では「リゾート列車」の呼称を用いている。
列車のターゲットは北陸新幹線で新潟県上越地方へやってくる外部からの観光客（主にアクティブシニア層）であり、主にえちごトキめき鉄道線内を周遊し、車内では食事を提供する。
設計デザイン統括とプロデュースは、えちごトキめき鉄道の車両・サイン類のトータルデザインを手掛けた株式会社イチバンセンの川西康之、食事など接客サービスのプロデュースは新潟県に拠点を持つ株式会社自遊人の岩佐十良が担当した。
本車は、2016年度グッドデザイン賞、鉄道友の会2017年ローレル賞など国内外で多数の賞を受賞している（後述）。

### 導入の経緯
2015年（平成27年）3月14日の北陸新幹線金沢延伸開業に伴い、新潟県内の並行在来線であるJR東日本信越本線・JR西日本北陸本線はそれぞれえちごトキめき鉄道妙高はねうまライン・日本海ひすいラインとしてそれぞれのJRから分離された。この移管に当たっては、当初よりリゾート列車の運転が計画された。しかし、デザイナーの川西曰く、2011年（平成23年）頃の時点では気動車2両を制作し走らせるということのみが決まっており、「具体的なことは何もないところからのスタート」であったという。その後、開業前の2014年（平成26年）に策定された同社の「経営基本計画」中で、「沿線の観光振興に寄与するリゾート列車（観光列車）」の運行と、「リゾート列車の車両（ディーゼル車）」2両の新製が発表され、開業前の2015年（平成27年）1月からはデザイン案が公開され、2016年（平成28年）3月31日付で車両が落成した。営業運転は2016年（平成28年）4月23日から行われている。

### 愛称について
白居易の漢詩で使われた、雪・月・花という自然の美しい景物を指し、日本では転じて「四季折々の良い眺め」「四季を楽しむ」といった含みを持つようになった語「雪月花」に由来する。しばしば「雪月花」と略されることがあるが、正式には「えちご～」も含めて愛称としている。
愛称はデザイン案の公開と同時に公募を行い、トキてつ社長の嶋津忠裕や川西ら民間の有識者からなる愛称名検討委員会で検討されたが、委員の中で大勢を占めた「応募されたものを参考としつつも、自分たちできちんとしたストーリーを組んで名づけるべきである」との意見から、応募案からは選ばれず、嶋津が発案した現行のものが採用されている。選定理由については「当地の四季明瞭な土地柄を端的に表現するもの」とされている。

## 使用車両

### 概要
専用車両のET122形1000番台が使用される。
えちごトキめき鉄道は全線電化されているが、日本海ひすいラインは糸魚川駅 - 梶屋敷駅間のデッドセクションを境に糸魚川方が交流60Hz20kV、梶屋敷方が直流1500Vと電化方式が異なっており、加えて輸送密度が北陸新幹線金沢延伸に際しての経営分離区間の中でも特に低いことから、旅客列車はすべてET122形気動車によって運行されており、本車両も気動車として製造された。機器類や性能をはじめとした多くの部分はET122形をベースとしており、形式も同形式の1000番台に区分されている。
設計デザイン統括は川西康之で、川西が基本設計も含めて手がけた初の鉄道車両でもある。

#### トータルコンセプト
デザインコンセプトは「新潟県にしかない観光列車の決定版を創り上げ、全く新しい視点と車窓、五感を楽しむ旅の時間を提供する」である。全国に観光列車が乱立していることを踏まえ、新造車であることを活かし「新潟県ならではのデザイン、雪月花にしかないサービスを提供し、インパクトのある鉄道車両デザイン」が指向されている。
「all made in NIIGATA」を標榜し、新潟県に工場を持つ新潟トランシスで製造されただけでなく、意匠の多くに新潟産のものが使用されている。例えば車内外に使用される金属類（前面窓周囲の逆U字型の飾り、エンブレム、サボ、カーテン留金具、など）はすべて燕・三条地域のものであり、内装に用いられる木材は各号車および場所ごとに異なる新潟ゆかりの国産木材を用いた。また、デッキ・バー部などの床材は滑り止めも兼ね、鉄道車両史上初となる瓦床材（阿賀野地域の安田瓦）を用いている。このほか内外装ともに新潟の四季や「雪月花」をモチーフとした意匠が施されている。
なお、各種表記類のフォントにはアクシスのAXISフォントが用いられている。

#### エクステリア
車体はET122形基本番台（以下、基本番台）と異なり、前面展望を意識した非貫通の普通鋼製片運転台車両とした。国内最大級の展望を確保するべく、車両限界ぎりぎりまで天井高が確保され、側面窓は屋根肩部まで伸びている。この側面窓は日本国内最大級の大きさとなっており、結露防止、断熱性向上のため2枚の複層ガラス間にさらに乾燥空気の層を封入し密閉した構造としている。また、遮熱性を備えたUVカットガラス（紫外線透過率0.01%以下）を用いている。窓割りについては車内の座席配置と最適化されている。
乗降扉は片開き式のものが後位側に配置され、押しボタン式の半自動扱いが可能となっている。
外部塗装は「沿線風景の新しいシンボル」として、「風景の中で映える」事を意識し「銀朱色」に手塗りで塗装されている。前面や側面にロゴとともに配されるイラストは「春の桜」「夏の海」「秋の月」「冬の雪」であり、四季を表現している。

#### インテリア

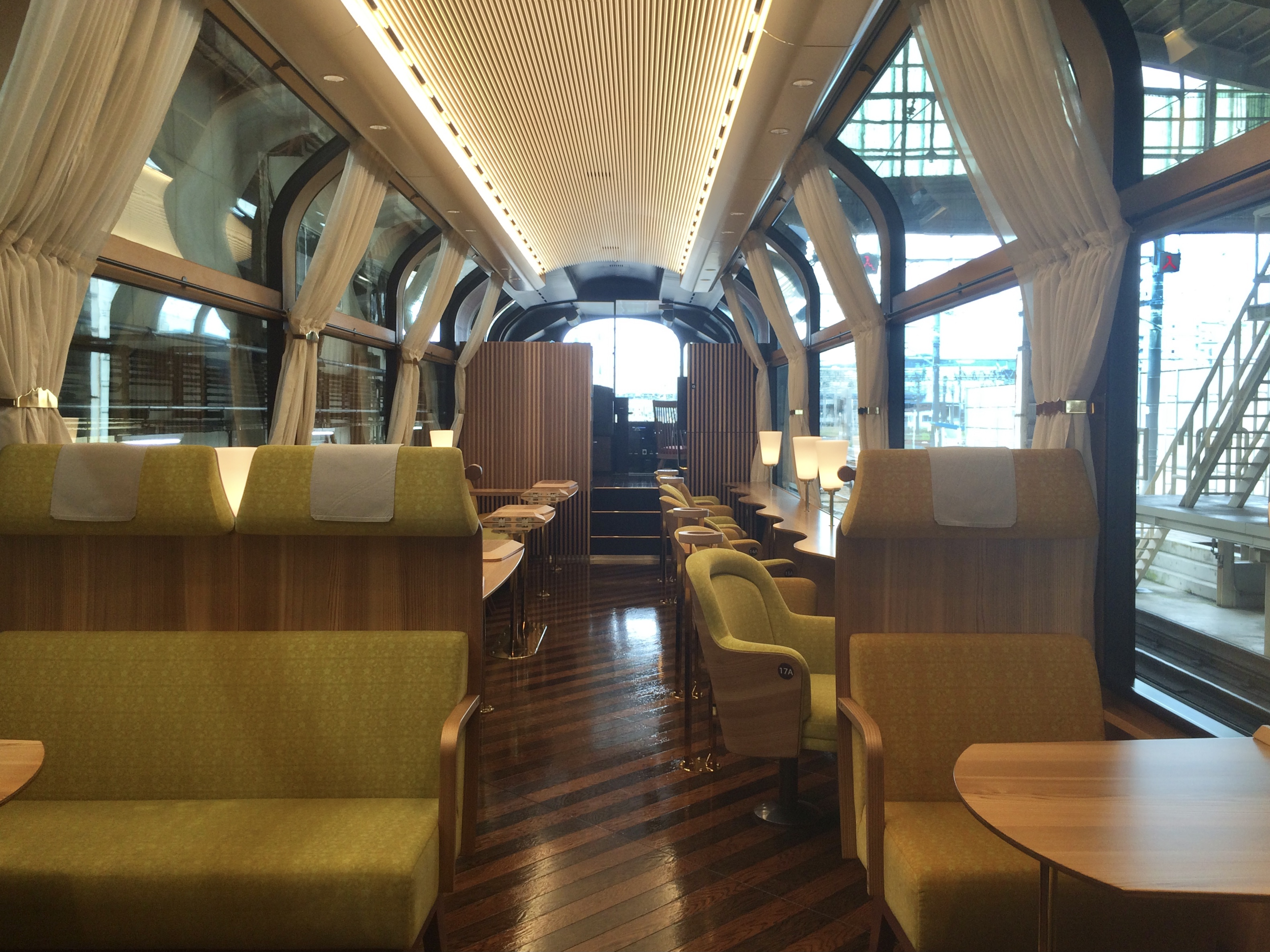
1号車車内

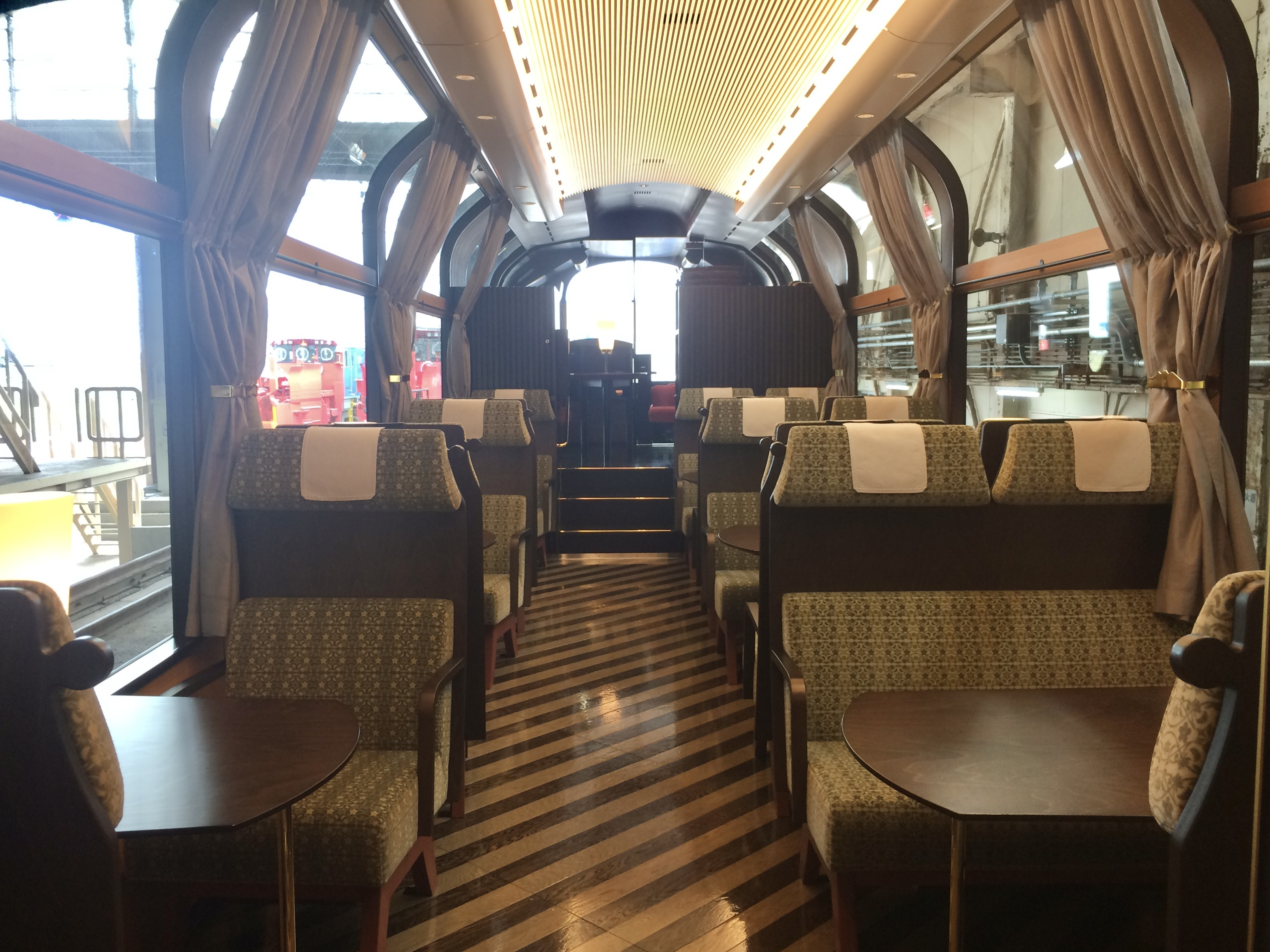
2号車車内

内装は和モダンを基調とし、乗客を「新幹線のグリーン車またはグランクラスに乗って観光地に向かわれる層」と仮定し、「一等車クラスの居住性」を確保すべく、座席幅は北陸新幹線E7・W7系のグリーン車・グランクラス以上の550ｍｍ、シートピッチは新幹線グリーン車やフランスSNCFが運行する高速列車TGVの一等車並とした。また「見たことのない眺望体験」「乗る度に異なる旅」を提供すべく、さまざまな座席配置を設定し、運転室直後に関しては通常より床面が600mm高いハイデッカー構造を採る。家具類の制作は山形県の天童木工が担当した。
客室内の照明は照明プランナーの三島立起が監修し、ダウンライト・天井照明（間接式）・スタンド照明を用い、全てLED式（大光電機製）としている。加えて日本国内の気動車では初となる自動調光制御を搭載し、客室内の色温度を変化させることで、ガラス面への映り込みやグレア現象を軽減している。

#### 走行機器類
先述の通り機器類はET122形基本番台と共通化されており、最高速度100km/hでの運転も可能である。
走行機関としては過給機および吸気冷却装置付きのコマツ製SA6D140HE-2 (450ps/2,100rpm) を1台搭載する。このほか空調装置などのサービス用電源装置として、エンジンの駆動力を利用した発電機と整流装置が搭載されている。空気圧縮機はベルト駆動式 (C600) である。
台車は、円錐積層ゴム式軸箱支持方式を採用したボルスタレス台車である。前位寄りには2軸駆動式の動力台車（NF08D）、後位寄りには付随台車（NF08T）を配置する。ブレーキは機関ブレーキ・排気ブレーキ併用電気指令式空気ブレーキが採用されており、台車ごとの制御が行われるほか滑走防止機能を持つ。基礎ブレーキ装置は動軸が踏面ユニットブレーキ、従軸がディスクブレーキと踏面ユニットブレーキの併用となっている。
冷房装置も基本番台と同様、集中分散式のWAU707Aを各車2台搭載するが、客室部の天井高を確保するため、2台ともデッキなどが配置された後位側車端部に集中配置されている。
運転台についても基本番台に準じた横軸2ハンドル仕様であるが、非貫通型となったことなどにより機器レイアウトが若干中央となるよう変更されている。また、後述の通り運転上はワンマン運転を実施するため、それに対応した設備を搭載している。運転台には車両情報制御システムとして搭載されているTICSのモニターが設けられている。保安装置については基本番台にも搭載するATS-Ps車上子のほか、近隣では北越急行ほくほく線などで使用されるATS-Pの車上子も搭載し、広範囲の運用を考慮している。

### 形式

#### ET122-1001（1号車）

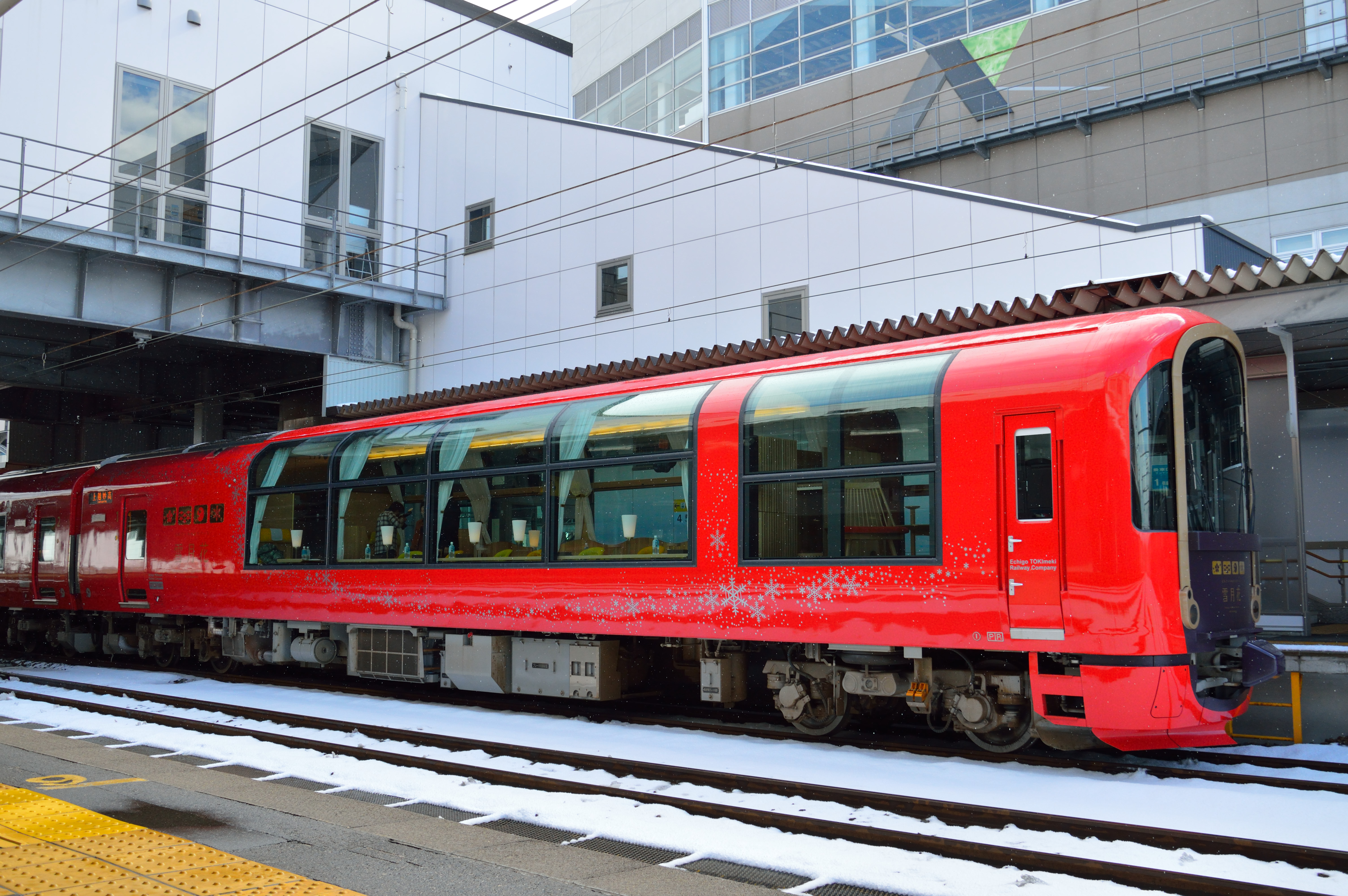
ET122-1001（2017年2月11日　糸魚川駅）

市振・妙高高原方の先頭車（定員23名）。身体障害者対応設備を持つ。自重43.0t。外装は雪の結晶があしらわれている。
車内は「木目が鮮やかな越後杉と豊かな実りの黄金色」をモチーフとし、村上市産の越後杉の家具を使用している。座席は大半が日本海ひすいライン内で日本海、妙高はねうまライン内で妙高山・焼山を向くよう配置されたラウンジ席であり、客室端のみボックス席（2人掛け、車いす対応3人掛け各1卓）としている。運転室直後のハイデッキ部はフリースペースとして全ての乗客に開放され、座椅子とベンチシートが設置されている。
また、後位側に設けられたデッキの連結面寄りには車椅子対応の多目的トイレ・男性用トイレ・洗面所を備える。

#### ET122-1002（2号車）

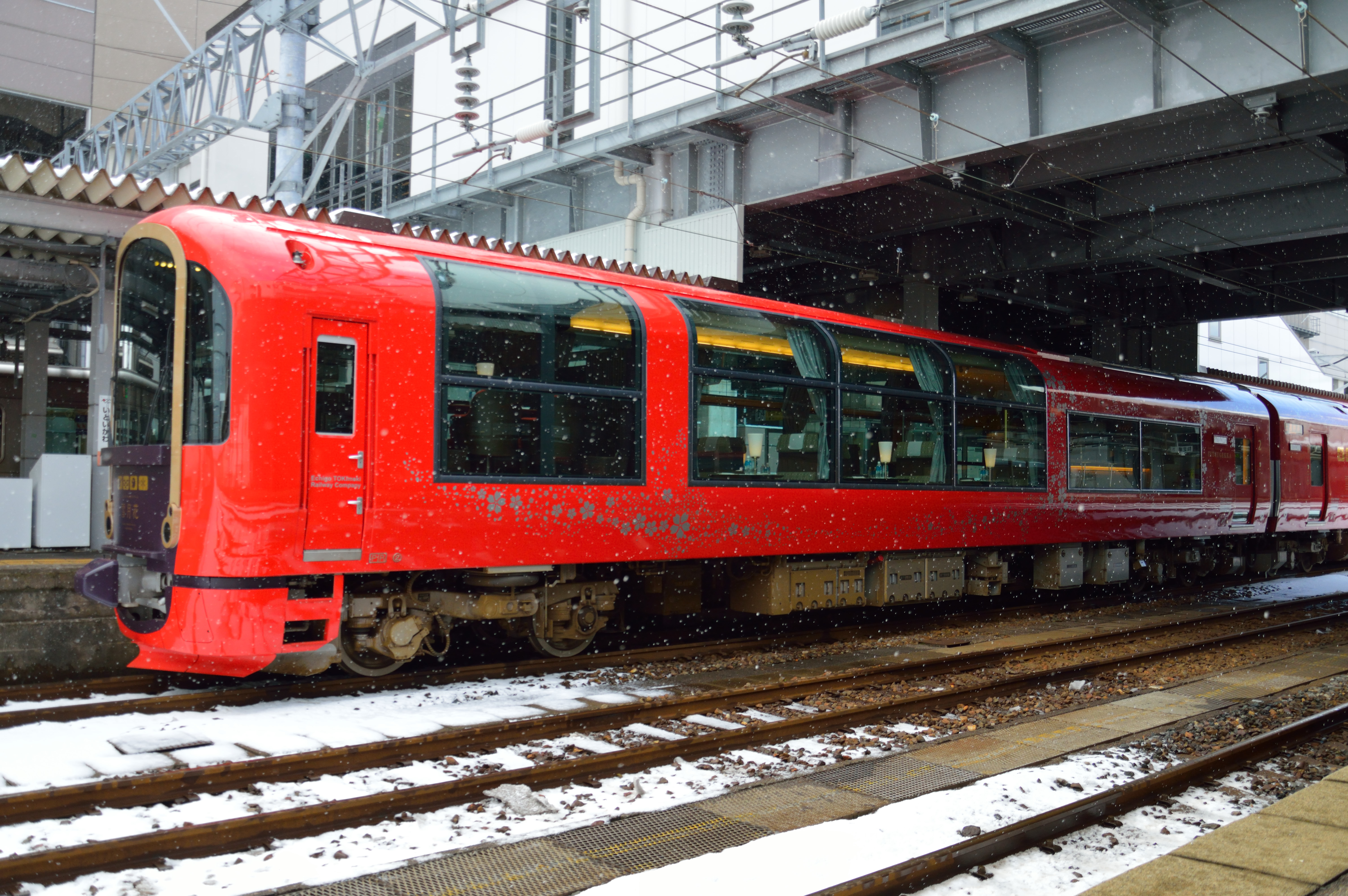
ET122-1002（2017年2月11日　糸魚川駅）

直江津方の先頭車（定員22名）。自重43.0t。外装は桜の花びらがあしらわれている。
車内はレストラン車両としての使用を念頭に、妙高市のブナ林をイメージした、ブナ材の家具を用いた落ち着いた風合いとし、座席配置は日本海・妙高山側から1＋2配列のテーブル付きボックスシート（2名がけ・4名がけ各3卓）としている。ボックスシートは通路側の肘掛を短くし、机の形状を窓側から通路側へ狭くなっていく形状とし、座りやすさを向上させている。また、背もたれを一部削ることで左右に身を乗り出して景色を見てもらいやすくしている。2名がけについては、座席は3°ほど椅子を窓側に振ることで、眺望性を確保し、乗客同士の視線の交差を避けている。運転室直後のハイデッキ部については定員4名のセミコンパートメント（1卓）となっている。
客室後位側にはカフェ・バー「さくらラウンジ」を設け、この部分は高田城の夜桜をイメージし、樺桜を内装に用いている。

## 運行
以下、特記ない限り、2018年（平成30年）3月時点でのものである。

### 通常運行
通常運行の列車については、すべてえちごトキめき鉄道主催の旅行商品として設定され、乗車の際は電話による事前予約が必要である。また、往路・復路は別商品として発売されているため、続けての乗車を行う場合はそれぞれ予約が必要である。
プランは片道食事込み17,500円となっており、通常子ども料金の設定はない。予約は1人から可能であるが、1人の場合原則1号車へ案内される。なお、2号車ハイデッキコンパートメントについては2名以上からの予約となり追加料金（15,000円/組）が必要となる。
このほか、食事なしのプラン（6,000円）が設定されているが、2017年（平成29年）7月3日受付分以降、食事なしプランの受付は「食事を食べられない幼児」「往復で御利用となるお客様のうち、片道分の食事のみ希望される方」に限定されている。
途中下車は原則としてできないが、妙高高原駅での往路への乗車、復路からの下車が可能である。また、コース中に下車観光が含まれている場合がある。なお、予約した乗車日当日は乗車証の提示でえちごトキめき鉄道全線が無料で乗車可能となる。

#### コース
運転開始以来、通常運行では土曜・休日中心に上越妙高駅 - 糸魚川駅間で1日1往復運転している。2018年3月17日以降のダイヤでは、往路は上越妙高駅を出ると途中二本木駅でスイッチバックを体験してから妙高高原駅に向かって折り返し、二本木、上越妙高を通過。直江津駅で進行方向を変えたのち、糸魚川へ向かう。一方復路は糸魚川駅を発車後、途中頸城トンネル内に設置された筒石駅に停車して直江津駅へ向かい、上越妙高駅を通過し二本木駅でスイッチバックを体験したのち、妙高高原駅を経由、そのまま二本木駅を通過して上越妙高駅へ向かう。

#### 食事
食事つきプランでは、料理が提供されるが、気動車であり、車内での電源容量を充分に確保できないことから、メインの料理については車内で極力手を加えない弁当形式（3段重）としている。
- 2016年4月～2022年9月
  - 内容は往路・復路で異なり、往路は十日町市出身の飯塚隆太[注 11]が監修し、直江津の「ホテルセンチュリーイカヤ」[注 12]が調製したフレンチ、復路は糸魚川の割烹「鶴来家」監修・調製の和食となっており、いずれも弁当とは別でスープ・スイーツが付く。また、ウェルカムドリンク、食後のコーヒーのサービスがある。
- 2022年10月～
  - 2022年（令和4年）10月1日からのサービスリニューアルが発表されている[27]。
    - ワインコース（午前） - シェ・トヤ（上越市）[27]
    - 宝石箱コース（午前） - デュオ・セレッソ（上越市）[27]
    - 熱々釜めしコース（午後） - 百年料亭 宇喜世（上越市）[27]
    - 漁師の豪快コース（午後） - 割烹 汐路（糸魚川市）[27]
    - 法王のティラミス（全便） - イタリアンレストランオリベート（千葉県）によるティラミスで、新潟県内食材を利用した雪月花特別バージョン[27]

別料金では、さくらラウンジで沿線の地酒・ワインなどをはじめとするアルコール・ソフトドリンク類、弁当、おつまみセットが提供される。
なお、2016年（平成28年）8月6日の運行よりプランを問わず外部からの食品の持ち込みは基本的に禁止されているが、直江津駅などでは駅弁などの販売が行われ、これらについては車内への持ち込み・飲食が可能となっている。

#### スタッフ
食事の提供などを行うアテンダント、観光案内などを行う専属車掌がそれぞれ乗務する。いずれも本列車の専属であり、運行のない日は事務・営業などを担当している。
なお、雪月花は運転上はドア扱いなどを運転士が行うワンマン運転を行う。

### その他の運行

#### チャーター便
2016年9月より平日に旅行会社の貸切チャーター便としての運行を開始し、車両の稼働率を上げている。

#### 冬季特別運行
当初冬季（12月～翌年2月末）については、ダイヤが乱れやすいことなどを受け運休を検討していたが、運行初年度より、冬季特別運行が実施されている。
2018年度の冬季運行については、11時半から午後にかけて運行される1便(糸魚川駅→上越妙高駅)のみの運行となり、運行日により途中経由地が異なる。いずれのコースも途中駅で長時間停車し、下車の上バスを用いたツアーが組まれる。運行経路は、一部コースで通常運行で入線しない糸魚川以西の日本海ひすいラインに入線し、折り返し設備の都合上あいの風とやま鉄道線泊駅への入線が組まれている一方で、豪雪地帯である妙高はねうまライン新井駅以南（2017年度までは二本木駅まで入線）への入線は各コースとも行われない。
料理については、運行日によりフレンチか和食のいずれかが提供される。

#### 他社線乗り入れ
経営基本計画の段階から「ほくほく線やしなの鉄道、大糸線など他社線への乗り入れも含め運行ルートなど様々な検討を進めます」とされ、営業運転開始後に特別運行として実現している。詳細は#沿革も参照。

### 運行概略図
- 停車駅
  - ●、▲、▼印の駅は停車（乗降可）三角形は進行方向を表す。
  - 〇、△、▽印の駅は停車（観光のみ）
  - ｜印の駅は通過
  - ＊印の駅は長時間下車の上バス移動あり

| 駅名       | 2018年度冬季（12月～2月） | 2018年度冬季（12月～2月） | 2018年度冬季（12月～2月） | 2018年度冬季（12月～2月） | 2018年度冬季（12月～2月） | 2018年度冬季（12月～2月） | 2018年度冬季（12月～2月） | 2018年度冬季（12月～2月） | 2018年度通常期 （3月17日～11月） | 2018年度通常期 （3月17日～11月） | 2018年度通常期 （3月17日～11月） | 2018年度通常期 （3月17日～11月） | 備考                           |
| 駅名       | 高田                      | 高田                      | カニ                      | カニ                      | 新井                      | 新井                      | クリスマス イブ           | クリスマス イブ           | 往路                             | 往路                             | 復路                             | 復路                             | 備考                           |
| ---------- | ------------------------- | ------------------------- | ------------------------- | ------------------------- | ------------------------- | ------------------------- | ------------------------- | ------------------------- | -------------------------------- | -------------------------------- | -------------------------------- | -------------------------------- | ------------------------------ |
| 妙高高原駅 |                           |                           |                           |                           |                           |                           |                           |                           | ●                                | ●                                | ●                                | ●                                | 往路は乗車のみ、復路は下車のみ |
| 二本木駅   |                           |                           |                           |                           |                           |                           |                           |                           | △                                | ｜                               | △                                | ｜                               | 停車の場合スイッチバックを行う |
| 新井駅     | ○                         | ○                         |                           |                           | ○＊                       | ○＊                       |                           |                           | ｜                               | ｜                               | ｜                               | ｜                               |                                |
| 上越妙高駅 | ｜                        | ▼                         |                           | ▲                         | ｜                        | ▼                         | ▼                         |                           | ▲                                | ｜                               | ｜                               | ▼                                | 北陸新幹線接続                 |
| 高田駅     | △＊                       |                           |                           | △                         | △                         |                           | ▼                         |                           |                                  | ｜                               | ｜                               |                                  |                                |
| 直江津駅   | △                         |                           |                           | △                         | △                         |                           | ▽                         | ▲                         |                                  | ▽                                | △                                |                                  |                                |
| 有間川駅   | △                         |                           |                           | ｜                        | △                         |                           | ｜                        | ｜                        |                                  | ｜                               | ｜                               |                                  |                                |
| 筒石駅     | △                         |                           |                           | ｜                        | △                         |                           | ｜                        | ｜                        |                                  | ｜                               | △                                |                                  |                                |
| 能生駅     | ｜                        |                           |                           | △＊                       | ｜                        |                           | ｜                        | ｜                        |                                  | ｜                               | ｜                               |                                  |                                |
| 糸魚川駅   | ▲                         |                           | ▼                         | ｜                        | ▲                         |                           | ●                         | ●                         |                                  | ▼                                | ▲                                |                                  | 北陸新幹線接続                 |
| 泊駅       |                           |                           | ○                         | ○                         |                           |                           |                           |                           |                                  |                                  |                                  |                                  |                                |

#### 過去の定期・冬季運行・停車駅
| 駅名       | 2016年度冬季 （12月～2月） | 2016年度冬季 （12月～2月） | 2016年度冬季 （12月～2月） | 2016年度冬季 （12月～2月） | 2016年度通常期 （4月～11月） | 2016年度通常期 （4月～11月） | 2016年度通常期 （4月～11月） | 2016年度通常期 （4月～11月） | 備考                           |
| 駅名       | A                          | A                          | B                          | B                          | 往路                         | 往路                         | 復路                         | 復路                         | 備考                           |
| ---------- | -------------------------- | -------------------------- | -------------------------- | -------------------------- | ---------------------------- | ---------------------------- | ---------------------------- | ---------------------------- | ------------------------------ |
| 妙高高原駅 |                            |                            |                            |                            | ●                            | ●                            | ●                            | ●                            | 往路は乗車のみ、復路は下車のみ |
| 二本木駅   | ○                          | ○                          |                            |                            | △                            | ▽                            | △                            | ｜                           | 停車の場合スイッチバックを行う |
| 上越妙高駅 | ｜                         | ▼                          |                            |                            | ▲                            | ｜                           | ｜                           | ▼                            | 北陸新幹線接続                 |
| 高田駅     | △                          |                            |                            | ▲                          |                              | ｜                           | ｜                           |                              |                                |
| 直江津駅   | △                          |                            |                            | △                          |                              | ▽                            | △                            |                              |                                |
| 名立駅     | ｜                         |                            |                            | ｜                         |                              | ▽                            | ｜                           |                              |                                |
| 能生駅     | ｜                         |                            |                            | △                          |                              | ｜                           | ｜                           |                              |                                |
| 糸魚川駅   | ▲                          |                            | ▼                          | ｜                         |                              | ▼                            | ▲                            |                              | 北陸新幹線接続                 |
| 泊駅       |                            |                            | ○                          | ○                          |                              |                              |                              |                              |                                |

| 駅名       | 2017年度冬季 （12月～2月） | 2017年度冬季 （12月～2月） | 2017年度冬季 （12月～2月） | 2017年度冬季 （12月～2月） | 2017年度通常期 （3月4日～11月） | 2017年度通常期 （3月4日～11月） | 2017年度通常期 （3月4日～11月） | 2017年度通常期 （3月4日～11月） | 備考                           |
| 駅名       | 高田                       | 高田                       | カニ                       | カニ                       | 往路                            | 往路                            | 復路                            | 復路                            | 備考                           |
| ---------- | -------------------------- | -------------------------- | -------------------------- | -------------------------- | ------------------------------- | ------------------------------- | ------------------------------- | ------------------------------- | ------------------------------ |
| 妙高高原駅 |                            |                            |                            |                            | ●                               | ●                               | ●                               | ●                               | 往路は乗車のみ、復路は下車のみ |
| 二本木駅   | ○                          | ○                          |                            |                            | △                               | ｜                              | △                               | ｜                              | 停車の場合スイッチバックを行う |
| 上越妙高駅 | ｜                         | ▼                          |                            |                            | ▲                               | ｜                              | ｜                              | ▼                               | 北陸新幹線接続                 |
| 高田駅     | △                          |                            |                            | ▲                          |                                 | ｜                              | ｜                              |                                 |                                |
| 直江津駅   | △                          |                            |                            | △                          |                                 | ▽                               | △                               |                                 |                                |
| 名立駅     | ｜                         |                            |                            | ｜                         |                                 | ｜                              | △                               |                                 |                                |
| 能生駅     | ｜                         |                            |                            | △                          |                                 | ｜                              | ｜                              |                                 |                                |
| 糸魚川駅   | ▲                          |                            | ▼                          | ｜                         |                                 | ▼                               | ▲                               |                                 | 北陸新幹線接続                 |
| 泊駅       |                            |                            | ○                          | ○                          |                                 |                                 |                                 |                                 |                                |

## 運行による効果
運行開始初年度の2016年度（4 - 3月）の実績では、通常運行とチャーター含めた売上高が計画比17％増の約6770万円、乗車率が通常運行で計画の60％をわずかに上回る61.1％と比較的好調な営業成績を残している。但し、初年度は初期費用がかさんだことから利益はほとんど出ていないとされている。
乗車率については当初、上越妙高駅発便は食事付きプランのボックス占有率が95％となる一方、糸魚川発便の食事なしは時間帯の問題などから50％を割っていた。その後各種テコ入れや評判により、1年目の時点で往路・復路ともに乗車率およそ6割とほぼ同じとなっている。
また、同列車では地域住民のもてなしを重要な魅力の一つとしており、二本木駅・名立駅など停車駅での地域住民による地域特産品の販売ともてなし、直江津駅での駅弁立ち売り復活など、地域住民を巻き込んだ活動が展開されている。
また、2016年4月の運行開始から和食の食事をプロデュースしてきた「鶴来家」は、2016年（平成28年）12月22日の糸魚川市大規模火災で焼失したが、本列車の弁当を提供するために翌年1月8日運行分から仮設の調理場で調製を行っており、復旧への足掛かりとなった（2022年10月からメニューが一新されるのに伴い、鶴来家による弁当提供は2022年9月25日までとなった）。

## 沿革
- 2014年（平成25年）4月：「えちごトキめき鉄道経営基本計画」発表。「沿線の観光振興に寄与するリゾート列車（観光列車）」の運行と、「リゾート列車の車両（ディーゼル車）」2両の新製、を記載[10]。
- 2015年（平成27年）
  - 1月16日：デザイン案が公開され、同日より列車愛称を公募[13]。
  - 7月24日：愛称が決定[38]。
- 2016年（平成28年）
  - 3月24日：同日から翌日にかけ、落成した車両が甲種輸送[39]。新造日は3月31日付[40]。
  - 4月23日：営業運転を開始。
  - 7月2日：同日運行分より、食事つきプランを1人からの発売に改定[23]。
  - 8月6日：同日運行分より外部からの食品の持ち込みを原則禁止[28]。
  - 9月：旅行会社主催の貸切チャーター便としての運行を開始[2][29][30]。
  - 12月23日：冬季特別運行を開始[31]。以降、毎年12月から翌年3月にかけ運行。一部コースでの高田駅停車を開始。
- 2017年（平成29年）
  - 2月11日・12日：冬季特別運行Bコースで、日本海ひすいライン・あいの風とやま鉄道線糸魚川駅 - 市振駅 - 泊駅間に初入線。冬季運行一部コースでの能生駅への停車を開始[31]。
  - 7月3日：同日受付分以降、食事なしプランの発売を原則終了[24]。
  - 11月12日：大糸線糸魚川駅 - 南小谷駅間（往復）に初入線[41]。
    - 途中停車駅はなし（南小谷駅でのイベントのみ）。
    - 大糸線全線開通60周年を記念し、JR西日本傘下の日本旅行を主催とする関西方面からの旅行商品の一部として運転。
    - 大糸線では線路容量が不足するため、定期列車1往復をバス代行として対応。以降の同線での運転でも同様の措置が取られている。

  - 11月23日：上越妙高駅→直江津駅→新潟駅間（片道）で運行。信越本線直江津駅 - 新潟駅間に初入線[42]。
    - JR東日本信越本線の一部区間・駅の開業120周年を記念し、JR東日本主催の旅行商品として運転。

  - 12月19日：同日の運行で乗客1万人を達成。
- 2018年（平成30年）
  - 3月3日：同日分の運行より、料金を改定（14,800円/人→17,500円/人）[22]
  - 3月17日：同日実施のダイヤ改正に伴い通常運行での筒石駅への停車を開始、名立駅への停車を終了[25]。
  - 4月13日：自社主催の特別運行「上越高田・上田号」として、直江津駅→上田駅→高田駅間で運行。しなの鉄道北しなの線・信越本線・しなの鉄道線、妙高高原駅 - 上田駅間に初入線[43][44][45]。
    - 上越市と上田市の姉妹都市提携、上越・上田・甲府の各商工会議所による「三国同盟」を踏まえ、しなの鉄道「ろくもん」との相互乗り入れ企画として実施[注 15]。
    - 停車駅：（往路）直江津駅 - 高田駅 - 上越妙高駅 - 二本木駅 - 戸倉駅 - 上田駅、（復路） 上田駅 - 戸倉駅 - 三才駅 - 牟礼駅 - 上越妙高駅 - 高田駅
    - 料金は、しなの鉄道の企画乗車券「軽井沢・長野フリーきっぷ」「北しなの線リレーきっぷ」が含まれ、同日のトキてつ全線のほか、JR線を含む軽井沢 - 妙高高原間が乗車可能とされたほか、観桜で混雑する上越地区の宿を特別価格で案内するとしていた。

  - 7月21日：同年8月26日までの運行日に「子どもプラン」を設定[46]。
  - 9月7日：特別運行「大地の芸術祭・里山紀行」として、直江津駅→妙高高原駅→直江津駅→越後湯沢駅間で運行。北越急行ほくほく線・上越線犀潟駅 - 六日町駅 - 越後湯沢駅間に初入線[47]。
    - 停車駅：上越妙高駅 - 二本木駅 - 妙高高原駅 - 直江津駅 - まつだい駅 - 十日町駅 - 越後湯沢駅
    - ほくほく線沿線で開催される国際芸術祭「大地の芸術祭 越後妻有アートトリエンナーレ」に合わせたもの。停車駅のまつだい駅と十日町駅では作品群の鑑賞を組み込んだ。
- 2019年（平成31年）
  - 1月3日：同日運行分の冬季特別運行高田コースより、有間川駅・新井駅への停車を開始[33][34]。
    - なお、2018年度の冬季運行は、新たに一部コースで筒石駅停車を設定した一方で、二本木駅への乗り入れを実施しない。

  - 4月5日：臨時列車として、直江津駅→上田駅→高田駅間で運行[48]。
- 2023年（令和5年）6月17日・6月18日：特別運行ツアーとして、上越妙高駅→直江津駅→長岡駅→小出駅→只見線会津若松駅間を運行[49]。
- 2024年（令和6年）3月24日：あいの風とやま鉄道線乗り入れツアー『越後・越中紀行』を実施。『たてやまコース』が直江津駅→滑川駅→魚津駅、『ひすいコース』が魚津駅→滑川駅→直江津駅間でそれぞれ運行。途中駅で、あいの風とやま鉄道の一万三千尺物語と並列停車を実施する[50]。

## 受賞

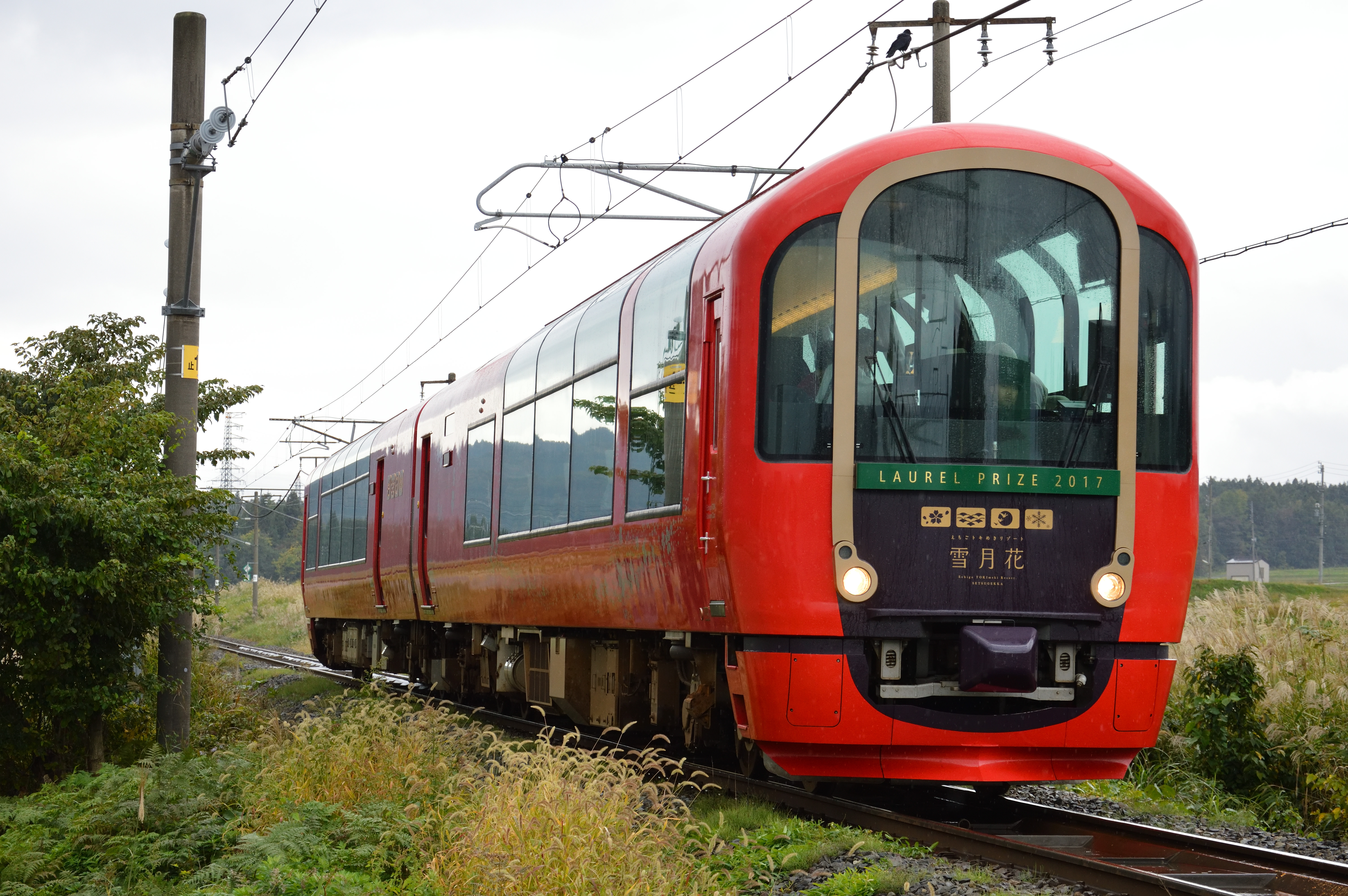
2017年ローレル賞受賞後、記念ステッカーを前面に貼り付けて運転した。
（2018年10月20日 妙高高原駅 - 関山駅間）

本列車および車両の受賞した賞については以下の通り。
- 2016年度グッドデザイン賞(日本産業デザイン振興会) - 受賞[7]
  - 新潟県内を走行する鉄道車両としては、1994年のE1系新幹線電車以来22年ぶり[52]。なお同年度は同じく新潟県内を走行するJR東日本の「現美新幹線」も受賞している。
- ウッドデザイン賞2016（ウッドデザイン賞運営事務局 林野庁補助事業）- ライフスタイルデザイン部門（建築空間分野）[53]奨励賞　審査委員長賞[54]
  - 鉄道車両としては、前回（第1回）のJR九州「或る列車」に続く受賞。
- 2016年アジアデザイン賞（香港デザインセンター） - 銀賞
- 2016年SBIDインターナショナルデザイン賞（英国国際デザイン協会） - 公共デザイン部門最優秀賞[55]
  - 鉄道車両としては世界初の受賞。移動空間ではエティハド航空のファーストクラスに次ぐ受賞。
- 平成28年照明普及賞（照明学会）- 受賞[12][56][57]
  - 新潟県内では前年に上越妙高駅駅前広場が受賞。鉄道車両としては同年に東京メトロ1000系（特別仕様車両）も受賞。
- 2016年度ふるさと名品オブ・ザ・イヤー（ふるさと名品オブ・ザ・イヤー実行委員会） - コト部門地方創生賞[58]
- 第10回Internationl Design Awards（IDA16 IDA国際デザインアワード ） - PRODUCT DESIGN　金賞[59]
- 2017年ローレル賞（鉄道友の会）- 受賞[8][注 16]
  - 受賞に当たっては以下の点が評価された[60]。
    - 外光とのバランスや映込み防止などを考慮したLEDによる照明設備
    - 新潟の特産素材を積極採用して地場産業の振興に貢献していること
    - 妥協することなく開発コンセプトを具現化した車両であり沿線の観光振興に寄与していること